# Reiseausweis als Passersatz

Erste Seite

Der Reiseausweis als Passersatz ist ein amtlicher Ausweis für deutsche Staatsangehörige, der es als so genanntes Passersatzpapier ermöglicht, mit Bezug auf die deutsche Grenzkontrolle die Passpflicht beim Grenzübertritt zu erfüllen. Er ist nicht ebenso umfassend einsetzbar wie ein Reisepass, weil er von zahlreichen Staaten nicht als ausreichend für die Einreise anerkannt wird und außerdem eine kürzere Gültigkeitsdauer als der Reisepass ausweist und keinen Platz zur Anbringung von Visa enthält.
Er kann von den deutschen Grenzbehörden – meistens der Bundespolizei – ausgestellt werden, wenn der Reisepass nicht mehr gültig ist oder der Gültigkeitszeitraum den Einreisebestimmungen des Zielstaates der Reise nicht genügt, wobei nicht sämtliche Staaten eine solche Einreise mit dem Reiseausweis als Passersatz zulassen. Er kann weiterhin ausgestellt werden, wenn der Reisepass oder Personalausweis durch Verlust oder Diebstahl abhandengekommen ist oder vergessen wurde. Die Ausstellung liegt jedoch im Ermessen des Beamten. Die Bundespolizei kann die Gültigkeit des Reiseausweises für ein- oder mehrfache Ein- oder Ausreisen vorsehen. Die Rechtsgrundlage für die Zulassung eines Reiseausweises als Passersatz ergibt sich aus § 7 Absatz 1 Nr. 7 der Passverordnung (PassV).
Von deutschen Auslandsvertretungen wird – auf einem etwas abweichenden Formblatt (Anlage 10 PassV) – ein Reiseausweis als Passersatz in geeigneten Fällen unter anderem dann an Deutsche ausgestellt, wenn sie ihr Reisedokument (zum Beispiel Reisepass, Personalausweis) im Ausland verloren haben (Reiseausweis als Passersatz zur Einreise in die Bundesrepublik Deutschland). Ein solcher Ausweis ist entsprechend dem Anlass der Ausstellung nur für die Einreise nach Deutschland, nicht aber für Ausreisen aus Deutschland gültig. Für die Weiterreise in andere Länder kann er ebenfalls nicht verwendet werden.
Ausländern wird seit dem 1. Januar 2005 kein Reiseausweis als Passersatz mehr ausgestellt. Eine ähnliche Funktion wie der Reiseausweis als Passersatz erfüllt seitdem der Notreiseausweis.